# Mary Poppins (film)
Mary Poppins is een Amerikaanse film uit 1964, gebaseerd op de gelijknamige boekenreeks van P.L. Travers. De film is geproduceerd door Walt Disney en geldt als een van de populairste musicalfilms aller tijden. De film staat verder bekend om zijn combinatie tussen animatie en live-action. Mary Poppins won een Oscar voor beste visuele effecten. Beroemd uit de film is met name het fantasiewoord supercalifragilisticexpialidocious en de gelijknamige song.
De titelrol wordt gespeeld door Julie Andrews (haar eerste film). De mannelijke hoofdrol, Bert, werd gespeeld door Dick Van Dyke. De kinderen Jane en Michael Banks worden gespeeld door Karen Dotrice en Matthew Garber. De ouders van de kinderen in de film worden gespeeld door Glynis Johns en David Tomlinson.

## Verhaal

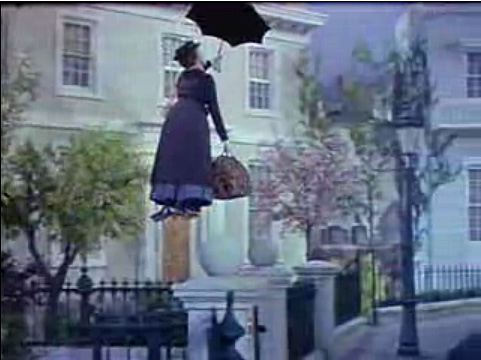
Mary Poppins verlaat het huis van de familie Banks

De film begint in Londen in het jaar 1910. Bij aanvang van de film ziet men Mary Poppins boven Londen zweven. Vervolgens verplaatst het verhaal zich naar een eenmansband/straatartiest genaamd Bert, die de kijker voorstelt aan de familie Banks. Deze familie heeft duidelijk problemen, vooral wat betreft de opvoeding van de kinderen: Jane en Michael. Hun ouders hebben al meerdere kindermeisjes ingehuurd, maar deze hebben allemaal de moed opgegeven met de kinderen. De vader van het gezin, George Banks, doet in huis vrijwel niks en laat de opvoeding van de kinderen geheel over aan zijn vrouw daar hij een carrière wil najagen bij zijn bank. De moeder, Winifred Banks, heeft het echter veel te druk met haar activiteiten als suffragette. Het resultaat is dat geen van beide ouders echt aandacht aan de kinderen besteedt. Bij het begin van de film neemt de kinderjuffrouw Katie Nana woedend ontslag en zijn de kinderen alweer weggelopen.

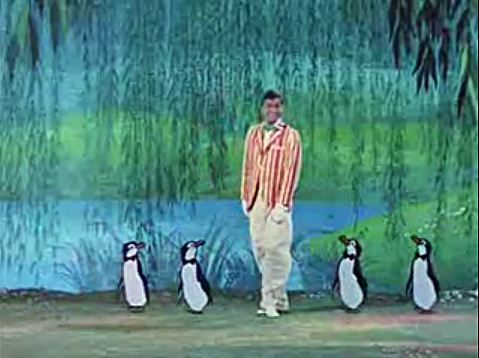
Bert voert een dans op met enkele pinguïns

Mr. Banks besluit nu zelf een advertentie te plaatsen voor een strenge kinderjuffrouw die de kinderen met tucht bejegent. Jane en Michael schrijven er zelf een waarin ze om een lieve kinderjuffrouw vragen, maar hun vader neemt dit niet serieus, gooit de advertentie in de schoorsteen en belt de Times om zijn eigen advertentie te plaatsen, zodat er de volgende dag een rij zure, strenge, onaardige kinderjuffrouwen staat te wachten. De wind waait de snippers van Jane en Michaels advertentie echter naar Mary Poppins. De wind draait naar het oosten en blaast alle onaardige solliciterende nanny's weg, waarna Mary Poppins arriveert, vliegend met haar paraplu. Ze biedt zich aan als nieuw kindermeisje, en voor Mr. Banks kan weigeren heeft ze zichzelf de baan al gegeven. Al snel blijkt ze over magische krachten te beschikken, die ze gebruikt om de kinderen een paar wijze levenslessen te leren. Bert, die blijkbaar een kennis is van Mary Poppins, helpt haar ook af en toe.
De kinderen beleven allerlei avonturen met Mary Poppins en Bert. Zo springen ze in een krijttekening van Bert en amuseren ze zich in een magische tekenfilmwereld. Daar drinken ze thee waarbij ze worden ze bediend door pinguïns, racen ze op magische draaimolenpaarden, redt Bert een opgejaagde vos en wint Mary een paardenrace. Wanneer het in heel Londen begint te regenen, spoelt de tekening echter weg en belanden de vier weer op straat en het park.
Verder neemt Mary hen mee naar haar oom Albert, die altijd gaat zweven als hij te veel lacht. Dit is aanstekelijk en de kinderen en Bert beginnen al snel ook te lachen en te zweven, waarna iedereen zwevend bij het plafond thee drinkt.
Mr. Banks gelooft uiteraard niks van wat zijn kinderen hem allemaal vertellen over Mary Poppins. Hij vindt het allemaal maar onzin: theedrinken in de lucht, een niet-bestaand fantasiewoord (Supercalifragilisticexpialidocious), in een krijttekening springen, zingen in huis. Hij meent dat Mary een storende invloed op het huishouden heeft en overweegt haar te ontslaan. Wederom kan hij echter verbaal niet tegen Mary Poppins op, en besluit, op haar suggestie dat hij zelf eens wat meer tijd met de kinderen moet doorbrengen, hen mee te nemen naar de bank om ze te leren over 'het echte serieuze leven'. Michael veroorzaakt echter een run op de bank door een uit de hand gelopen misverstand tussen hem en de stokoude president-directeur. Michael en Jane rennen weg maar worden opgevangen door Bert, die deze dag als schoorsteenveger werkt. Bert leert de kinderen dat hun vader wel degelijk van hen houdt, maar dat hij zelf op zijn werk zware problemen heeft en niemand om zich toe te wenden. Zijn werk is saai en deprimerend, iedere dag tussen stapels koud geld en zure oude heren. Desalniettemin gaat hij er toch iedere keer naartoe omdat hij nou juist zijn gezin het beste wil bieden.
Bert brengt de kinderen naar huis waar hun moeder zich opmaakt voor weer een demonstratie voor vrouwenkiesrecht. En omdat Mary Poppins die dag vrij heeft, vraagt ze Bert om op de kinderen te passen en tegelijkertijd de schoorsteen te vegen. Wanneer Mary Poppins binnenkomt worden de kinderen de schoorsteen ingezogen en gaan Mary en Bert hen achterna. Een wonderlijke tocht over de daken volgt, waarna Berts collega's opduiken en de schoorsteenvegers een wilde dans opvoeren. Ze worden met vuurwerk verjaagd en buitelen via de schoorsteen naar beneden waar de dans in huize Banks doorgaat, en de verbaasde Mr. Banks treft bij thuiskomst tientallen schoorsteenvegers en een beroet huis aan. Ze geven hem allemaal een hand want Mr. Banks kan zeker nu wel wat geluk gebruiken. Hij wordt namelijk door de directie van de bank gebeld: om 9 uur die avond wordt hij op de bank verwacht om zijn ontslag te krijgen.
Mr. Banks geeft aanvankelijk Mary Poppins de schuld. Bert, nagebleven om op te ruimen en schoon te maken, leert hem echter dat hij van de jeugd van zijn kinderen moet genieten zolang het nog duurt. Michael en Jane smeken in feite om aandacht en straks zijn ze groot, gaan ze hun eigen weg en is het te laat.
Mr. Banks wordt uiteindelijk bij de bank op het matje geroepen en ontslagen voor het gedrag van zijn zoon Michael. De directie vernedert hem door zijn hoed, bloem en paraplu te vernielen en vraagt hem of hij nog wat te zeggen heeft. George Banks zegt het woord Supercalifragilisticexpialidocious, en voelt zich meteen een stuk beter. Hij ziet nu in dat zijn kinderen en plezier in het leven voor zijn werk gaan en vertelt de directie een mop. Na zijn vertrek ziet de president-directeur dit ook in en hij lacht zo hard waardoor hij opeens begint te zweven en uiteindelijk lacht hij zich letterlijk dood om de mop van Mr. Banks. En zelfs al is de president-directeur lachend gestorven, de leden van de directie zien dat hij nog nooit zo gelukkig was geweest en realiseren zich ook dat hard werken niet alles in het leven is. Mr. Banks komt de dag erna zingend thuis en stelt voor met het gezin te gaan vliegeren. Hij krijgt tijdens het vliegeren in het park een zetel in de directie aangeboden van de resterende directieleden, die ook besloten hadden te gaan vliegeren.
Zo verandert door Mary Poppins' toedoen de gezinssituatie. Mr. Banks en Mrs. Banks gaan eindelijk meer tijd met hun gezin doorbrengen, wat voor Mary Poppins een teken is dat haar werk erop zit. De papegaaienkop op de steel van de paraplu suggereert dat de kinderen ondankbaar zijn dat ze Mary direct zijn vergeten en met hun vader en moeder plezier gaan maken, maar Mary antwoordt dat het zo ook hoort. De wind draait weer naar het westen, en ze vertrekt op dezelfde manier als ze gekomen is.

## Rolverdeling

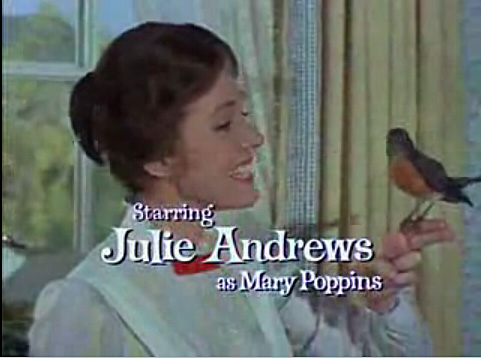
Julie Andrews als Mary Poppins

| Acteur            | Personage                                  |
| ----------------- | ------------------------------------------ |
| Julie Andrews     | Mary Poppins                               |
| Dick Van Dyke     | Bert / Mr. Dawes Senior                    |
| David Tomlinson   | Mr. Banks                                  |
| Glynis Johns      | Mrs. Banks                                 |
| Hermione Baddeley | Domestic - Ellen                           |
| Reta Shaw         | Domestic - Mrs. Clara Brill                |
| Karen Dotrice     | Jane Banks                                 |
| Matthew Garber    | Michael Banks                              |
| Elsa Lanchester   | Katie Nanna                                |
| Arthur Treacher   | The Constable                              |
| Reginald Owen     | Admiral Boom                               |
| Ed Wynn           | Oom Albert                                 |
| Jane Darwell      | The Bird Woman                             |
| Arthur Malet      | Mr. Dawes Junior                           |
| Don Barclay       | Mr. Binnacle - first mate van Admiral Boom |
| Arthur Treacher   | politieman                                 |

## Nederlandse stemmen
| Acteur              | Personage        |
| ------------------- | ---------------- |
| Joke de Kruijf      | Mary Poppins     |
| Ben Cramer          | Bert             |
| Ursul de Geer       | Mr. Banks        |
| Wilma Bakker        | Mrs. Banks       |
| Beatrijs Sluijter   | Ellen            |
| Nelly Frijda        | Mevrouw Bril     |
| Sara van Vliet      | Jane Banks       |
| Sander van der Poel | Michael Banks    |
| David Davidse       | Oom Albert       |
| Victor van Swaay    | Meneer Dawes Sr. |
| Paul van Soest      | Agent Jones      |
| Marijn Devalck      | Admiraal Boem    |

Overige stemmen
- Marjolein Algera
- Huub Dikstaal
- Daan Van den Durpel
- Jon van Eerd

## Achtergrond

### Productie
Disney gebruikte vooral het eerste boek in de reeks als basis voor de film. Disney probeerde reeds in 1938 de filmrechten op Mary Poppins te kopen, maar kreeg van Travers geen toestemming, daar ze van mening was dat een film nooit zo goed kon worden als het boek. Bovendien had Disney destijds enkel een reputatie als maker van tekenfilmpjes. In de 20 jaar erop deed Disney herhaaldelijk pogingen de filmrechten te bemachtigen. In 1961 stemde Travers eindelijk toe, maar ze liet in het contract wel opnemen dat ze controle op het script mocht uitoefenen om te voorkomen dat het personage te ver zou afdwalen van het origineel.
In de praktijk kon ze desondanks niet voorkomen dat enige wezensvreemde elementen in de film terechtkwamen. Zo speelt de film zich af in een eerder tijdperk dan de boeken (die zich afspelen in de jaren 30 van de 20e eeuw). Een andere verandering was de rol gespeeld door Dick Van Dyke; zijn rol was door de studio samengesteld uit diverse personages uit het boek. Dick Van Dyke kreeg van Disney de rol vanwege zijn bekendheid uit The Dick Van Dyke Show. Overige wijzigingen waren dat de ondertoon van het verhaal minder donker werd om meer een Disneygevoel te geven, en dat Mary Poppins zelf wat sympathieker is dan in de boeken.

### Liedjes
Een belangrijk aspect in de film zijn de vele muzikale nummers, grotendeels gecomponeerd door de broers Richard M. Sherman en Robert B. Sherman. De nummers in de film zijn:
- Jolly Holiday — een kort nummer gespeeld door Dick Van Dyke als eenmansband
- Sister Suffragette — Dick Van Dyke, Glynis Johns, Hermione Baddeley en Reta Shaw
- The Life I Lead — David Tomlinson
- The Perfect Nanny — Karen Dotrice en Matthew Garber
- A Spoonful of Sugar — Julie Andrews
- Jolly Holiday — Dick Van Dyke en Julie Andrews, met Thurl Ravenscroft, Marni Nixon, Paul Frees en anderen
- Supercalifragilisticexpialidocious — Julie Andrews en Dick Van Dyke met J. Pat O'Malley en anderen
- Stay Awake — Julie Andrews
- I Love to Laugh — Dick Van Dyke, Julie Andrews en Ed Wynn
- Feed the Birds — Julie Andrews
- Fidelity Fiduciary Bank — Dick Van Dyke, David Tomlinson en anderen
- Chim Chim Cher-ee — meerdere malen gezongen door Dick Van Dyke, maar telkens met een andere tekst
- Step in Time — Dick Van Dyke
- A Man Has Dreams — David Tomlinson en Dick Van Dyke
- Let's Go Fly a Kite — Glynis Johns, David Tomlinson, Dick Van Dyke en anderen

Het lied Supercalifragilisticexpialidocious werd in 2004 36e op de lijst van 100 meest memorabele filmnummers, opgesteld door het American Film Institute.

### Ontvangst
Mary Poppins was de succesvolste film van 1964, met een opbrengst in de Verenigde Staten van 28.500.000 dollar. Ook qua reacties van critici was de film een succes.

## Prijzen en nominaties

### Academy Awards
Mary Poppins werd in 1965 genomineerd voor 13 Academy Awards, waarvan de film er 5 won. Daarmee is het de Disneyfilm die de meeste Oscarnominaties ooit heeft ontvangen:

#### Gewonnen
- Beste actrice (Julie Andrews)
- Beste filmmontage
- Beste originele muziek
- Beste lied
- Beste visuele effecten

#### Genomineerd
- Beste art direction
- Beste cinematografie
- Beste kostuumontwerp
- Beste regisseur
- Beste film
- Beste geluid
- Beste scenario
- Beste muziek

### Overig
Naast de vijf Academy Awards won Mary Poppins nog 12 andere prijzen:
- De Eddie Award voor beste filmmontage
- De BAFTA Film Award voor meest veelbelovende nieuwkomer (Julie Andrews)
- De Blue Ribbon Award voor beste buitenlandse film
- De DGA Award voor Outstanding Directorial Achievement in Motion Pictures
- De Golden Globe voor beste filmactrice – musical/comedy (Julie Andrews)
- De Grammy Award voor beste originele muziek
- De Sierra Award voor beste dvd
- Vier Golden Laurels
- De WGA Award voor beste Amerikaanse musical

## Filmkeuring
De film werd overal goedgekeurd voor alle leeftijden. In 2024 werd de film in het Verenigd Koninkrijk - waar het verhaal zich afspeelt - echter geclassificeerd als PG (Parental Guidance, ouderlijk toezicht). De reden is discriminerend taalgebruik.